# Abipónok
Az abipónok Dél-Amerikában élő indiánok voltak, akik a 19. században kihaltak. A Mataco-Guaycuru nyelvcsaládba tartoztak, a mai Argentínában éltek. 
Harcias törzs volt, a Paranától nyugatra elterülő Gran Chaco nevű vidéken laktak. Vadásztak, gyűjtögettek, halásztak. Az 1640-es években főként lovakat zsákmányoltak, majd a több tízezres lovas csapataikkal komoly fenyegetést jelentettek a spanyol gyarmati városokra. Még az abipón nők is agresszív természettel rendelkeztek, a vallási rítusokat is elsősorban ők irányították.
Az 1710-es évektől folyamatosan gyöngült a törzs hadereje, 1750 körül a jezsuiták missziós telepet létesítettek az abipónok területén is. Létszámuk a 18. század vége óta folyamatosan csökkent a betegségek, járványok és a szomszédos törzsekkel való háborúskodás miatt. 1824-ben Santa-Fé tartomány Sauce gyarmatára telepítették a megmaradt mintegy pár száz abipónt, ahol kertészkedéssel foglalkoztak. A 19. század végére teljesen beolvadtak az argentin népességbe.

## A szépirodalomban
Karl May ifjúsági kalandregényében, az Az inka örökségében is szerepelnek abipónok, akik a történetben lázadásra készülnek Mitre tábornok ellen Argentínában.